# Batavus Droogstoppel

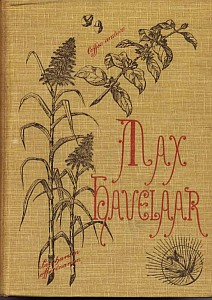
Multatuli: Max Havelaar, 5e druk uit 1881.

Batavus Droogstoppel is de fictieve auteur van de raamvertelling van Multatuli's roman Max Havelaar. Hij is een karikatuur van de oerdegelijke Nederlandse zakenman die niet het minste benul heeft van wat er in Nederlands-Indië gebeurt.
Hij is makelaar in koffie en hij herhaalt steeds het adres waar hij woont en waar ook zijn kantoor gevestigd is: Lauriergracht 37. Hij vindt zichzelf zeer braaf en Godsvruchtig, maar intussen slaagt hij er allerminst in door de lezer sympathiek te worden gevonden.
Droogstoppel vindt dat men nimmer mag liegen. Hij houdt daarom niet van romans en toneelstukken, want daarin komen steeds dingen voor die niet echt gebeurd zijn. Gedichten zijn nog erger: omwille van het rijm en het metrum staan er onwaarheden in. Toch laat Droogstoppel zich op een leugentje betrappen: als hij zich van Sjaalman wil ontdoen, zegt hij dat hij naar de beurs moet, hoewel het na sluitingstijd is.
Droogstoppel ontmoette Sjaalman voor het eerst in zijn tienertijd. Hij was als jongen van zestien slaags geraakt met een veel sterkere Griek. De drie jaar jongere Sjaalman schoot hem te hulp. Droogstoppel was vrij en ging ervandoor, waarna Sjaalman door de Griek geslagen werd. Droogstoppel bemoeide zich daar niet mee, want uit principe bemoeit hij zich niet met andermans zaken.
Droogstoppel vindt het vanzelfsprekend dat hij het goed heeft. Hij gedraagt zich immers onberispelijk en gaat braaf naar de kerk; daarvoor wordt hij door de Heer beloond. Het is dan ook even vanzelfsprekend dat Sjaalman straatarm is, het is immers een nietsnut. En de Javanen hebben niet eens het ware geloof, dus laat ze maar stikken. Droogstoppel lijkt echter niet te merken dat hij uit een ander vaatje tapt als de voormalige pakhuisknecht Lukas ter sprake komt. Op Lukas was nimmer iets aan te merken, maar desondanks is hij straatarm, en Droogstoppel weet precies uit te leggen waarom dat zo moet zijn.
Als Sjaalman iets aan een bedelaar geeft, vindt Droogstoppel dat misdadig, omdat Sjaalman zelf al zo weinig heeft. Droogstoppel kan het zich beter veroorloven vrijgevig te zijn, maar hij is het allerminst.
Natuurlijk zal Droogstoppel nooit de post van een ander lezen. Als hij echter toevallig een brief ziet die aan de vrouw van Sjaalman gericht is, bedenkt hij dat de Heer dat opzettelijk zo geregeld heeft, zodat Droogstoppel iets meer over Sjaalman te weten kan komen. Hij leest de brief dus.
Aan het einde van het boek schrijft Multatuli een epiloog en een adres aan de Koning. Hij neemt afscheid van Droogstoppel met de woorden: Halt, ellendig produkt van vuile geldzucht en Godslasterlijke femelarij! ... Ik walg van mijn eigen maaksel, stik in koffij, en verdwijn!

## Trivia
- In 2017 benoemde de gemeente Amsterdam brug 111 tot Batavus Droogstoppelbrug. De brug ligt over de Lauriergracht grenzend aan het woonblok waar huisnummer 37 deel van uit maakt.
- Batavus Droogstoppel is mogelijk gemodelleerd naar de Amsterdamse koffiehandelaar Robert Voûte (1810-1871).[2] Dit wordt bestreden door Reinier Salverda, die de gelijknamige broer van Robert jr's grootvader Robert Voûte (1747-1823) aanwijst als inspiratie.[1]